# Borna Ćorić
Borna Ćorić (n. 14 noiembrie 1996, Zagreb, Croația) este un jucător profesionist de tenis din Croația. Cea mai bună clasare a carierei la simplu este locul 12 mondial, la 5 noiembrie 2018. A câștigat cu Croația Cupa Davis (în 2018) și un total de trei titluri ATP la simplu. Ca junior, el a ocupat locul 1 mondial.
La 21 august 2022, Ćorić a devenit jucătorul cel mai slab clasat din istorie (poziția 152) care câștigă un turneu din seria Masters 1000 după triumful de la Cincinnati Masters.

## Finale majore

### Seria ATP Masters 1000

#### Single: 2 (1 titlu)
| Rezultat   | An   | Turneu             | Suprafață | Adversar           | Scor          |
| ---------- | ---- | ------------------ | --------- | ------------------ | ------------- |
| Înfrângere | 2018 | Shanghai Masters   | Dură      | Novak Đoković      | 3–6, 4–6      |
| Victorie   | 2022 | Cincinnati Masters | Dură      | Stefanos Tsitsipas | 7–6(7–0), 6–2 |

## Legături externe
Materiale media legate de Borna Ćorić la Wikimedia Commons
- en Borna Ćorić la Association of Tennis Professionals